# Nedeljko Bajić
Nedeljko Bajić (häufig kurz Baja genannt) (* 9. Juni 1968 in Šipovo, SR Bosnien und Herzegowina, Jugoslawien) ist ein serbischer Sänger.

## Leben und Karriere
Nedeljko Bajić Baja wurde am 9. Juni 1968 in Šipovo geboren. Er wuchs zusammen mit zwei Brüdern und zwei Schwestern auf. Bereits seit seinem sechsten Lebensjahr beschäftigt er sich mit Musik. Nach Abschluss der Tourismusschule in der Fachrichtung Gastgewerbe absolvierte er 1988 seinen Wehrdienst im damals noch zu Jugoslawien gehörenden Kroatien.
1992 zog er in die benachbarte Teilrepublik Serbien und nahm dort im selben Jahr mit Vreme briše sve sein erstes Album auf. 1994 folgte sein zweites Album Eh Neno sowie 1996 Usijanje, 1997 Ljubavnik und 1998 Čežnja, strast i mržnja. 1999 zog er nach von Novi Sad nach Belgrad und nahm dort das Album Svjetski covek mit der Hitsingle Ginem, ginem auf.
Nach einer längeren Pause kam im Sommer 2002 sein Album Došlo vreme heraus. In jener Zeit gewann er eine Vielzahl verschiedener Musikpreise in den Ländern des früheren Jugoslawien. Ende 2004 kam sein achtes Studioalbum Koktel ljubavi heraus. Im Sommer 2007 wurde das Album Zapisano u vremenu sowie die gleichnamige Single veröffentlicht. Ende Mai 2010 kam das Album Album dragih uspomena heraus.
Sein jüngstes Album Snovi od stakla wurde im Sommer 2014 veröffentlicht. Seitdem veröffentlicht er in unregelmäßigen Abständen neue Singles.
Seine bekanntesten Hits sind Ljubomorci, Pijan sam und Mini suknja. Neben Konzerten auf dem Westbalkan, hat er auch regelmäßig Auftritte in Deutschland, Österreich und der Schweiz sowie in den Vereinigten Staaten. Zurzeit lebt Nedeljko Bajić in Belgrad und hat einen Zweitwohnsitz in Österreich. Gelegentlich hält er sich auch in seiner eigentlichen Heimatstadt Šipovo in Bosnien auf, wo er noch ebenfalls zahlreiche Verwandte hat.

## Musikstil
Der Musikstil von Nedeljko Bajic hat sich über die Jahrzehnte gewandelt. Während sich seine ersten Alben (Vreme brise sve sowie Eh, Neno, Neno) klar der narodna muzika („Volksmusik“) zuordnen lassen, kann man seine Alben ab 2002 (Doslo vreme) eher dem Pop-Folk zuordnen. Vor allem seit dem Album "Koktel ljubavi" (2004), ersetzten pop-lastige und moderne Melodien die traditionellen Elemente der bosnisch-serbischen Volksmusik (narodna muzika).
Sein 2010 erschienenes Album (Album dragih uspomena) beinhaltet auch zum Teil klavierbetonte Balladen, ebenso das 2014 erschienene Album Snovi od stakla.

## Diskografie

### Alben
- 1992: Vreme briše sve
- 1994: Eh Neno, Neno
- 1996: Usijanje
- 1997: Ljubavnik
- 1998: Čežnja, strast i mržnja
- 1999: Svetski čovek
- 2002: Došlo vreme
- 2004: Koktel ljubavi
- 2007: Zapisano u vremenu
- 2010: Album dragih uspomena
- 2014: Snovi od stakla

### Kompilationen
- 2004: Best Of

### Singles (Auswahl)
| - 1999: Ginem, Ginem - 2004: Koktel ljubavi - 2004: Oficir S' Ružom - 2004: Mini Suknja - 2007: Zapisano u vremenu - 2007: Zemlja Ljubavi - 2010: Dodir Neba - 2010: Mokra Do Kože - 2010: Non Stop - 2010: Pokaži Zmijsko Telo | - 2014: Snovi Od Stakla - 2014: Od Ljubavi Jače - 2014: Rođen Spreman - 2014: Vredna Čekanja - 2014: Sastanak Sa Srećom - 2017: Kljuc - 2018: Svetionik - 2018: Ogledalo Srece - 2018: Sta Ti Fali Kad Ti Nista Ne Fali - 2024: U Srecu Prerusen |